# Stretford
Stretford é uma cidade mercantil em Trafford, na Grande Manchester, Inglaterra, situada numa zona plana entre o Rio Mersey e o Manchester Ship Canal; o Bridgewater Canal atravessa a cidade. A cidade está situada a 6,4 km a sul de Manchester, a 4,8 km a sul de Salford e a 6,4 km a nordeste de Altrincham. Stretford faz fronteira com Chorlton-cum-Hardy a leste, Moss Side e Whalley Range a sudeste, Hulme a nordeste, Urmston a oeste, Salford a norte e Sale a sul. Em 2011 tinha uma população de 46.910 habitantes.
Dentro dos limites do condado histórico de Lancashire, Stretford era uma aldeia agrícola no século XIX; era conhecida localmente como Porkhampton, devido ao grande número de porcos produzidos para o mercado de Manchester. Era também uma extensa área de horticultura, produzindo mais de 508 t de produtos hortícolas por semana para venda em Manchester em 1845. A chegada do Manchester Ship Canal em 1894 e o subsequente desenvolvimento da zona industrial de Trafford Park aceleraram a industrialização iniciada no final do século XIX. Em 2001, menos de um por cento da população de Stretford trabalhava na agricultura.
Stretford é a sede do Manchester United Football Club desde 1910 e do Lancashire County Cricket Club desde 1864. Entre os residentes notáveis contam-se o industrial, filantropo e primeiro multimilionário de Manchester, John Rylands, a sufragista Emmeline Pankhurst, o pintor L. S. Lowry, o vocalista dos Smiths, Morrissey, o vocalista dos Joy Division, Ian Curtis, o cantor pop Andy Gibb e Jay Kay dos Jamiroquai.